# Heinrich von Friesen der Jüngere

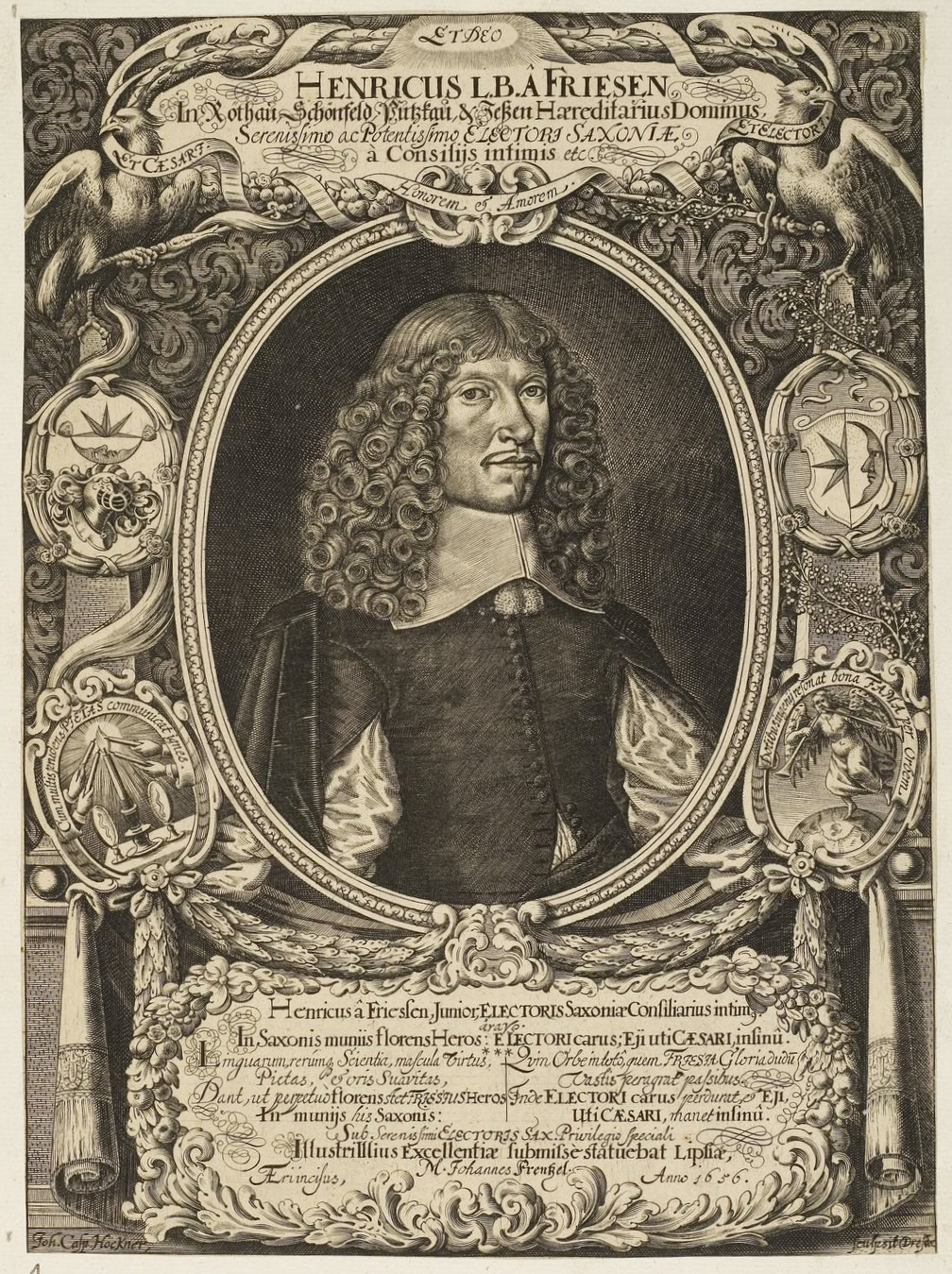
Heinrich von Friesen

Heinrich Freiherr von Friesen (* 25. September 1610 in Rötha; † 14. Mai 1680 in Schönfeld) war Rittergutsbesitzer, Diplomat und Direktor des Geheimen Rats.

## Familie
Heinrich Freiherr von Friesen stammte aus dem sächsischen Adelsgeschlecht von Friesen und war der Sohn des Rittergutsbesitzers, Geheimen Rats, Kanzlers und Präsidenten des Appellationsgerichts Heinrich von Friesen (1578–1659) und dessen Ehefrau Catharina geborene von Einsiedel (10. August 1585 – 31. Januar 1667). Der Rittergutsbesitzer, Oberküchenmeister, Hofmarschall und Amtshauptmann Carl von Friesen war sein Großvater. Der kursächsische Geheime Rat und Präsident des Oberkonsistoriums Carl von Friesen (1619–1686) war sein jüngerer Bruder. Der Reichshofrat und Dompropst zu Meißen Christian August von Friesen (1646–1681) war sein Neffe, der kurfürstlich-sächsische General Christian August von Friesen (1674–1737) sein Großneffe.
Heinrich von Friesen war in erster Ehe ab 1641 mit Ursula von Loß († 1644) und in zweiter Ehe ab 1647 mit Maria Margaretha von Lützelburg (1632–1689) verheiratet. Aus zweiter Ehe sind neun Töchter und der General Julius Heinrich von Friesen (1657–1706) hervorgegangen.
Die Töchter waren:
- Sibylla Katharina, früh verstorben
- Maria Sophia, geboren 1652, 1666 Heirat mit Christoph Heinrich Freiherr von Reichenbach auf Siebeneichen (1610–1677), Landesältester von Schweidnitz und Jauer, 1718 in Jahnishausen verstorben
- Catharina Sophia (* 19. März 1654; † 9. März 1677), 1672 verh. mit Hans Heinrich von Maltzan, Freiherr zu Wartenberg, Penzlin, Militsch und Freyhan (1640-1706)
- Johanna Margareta (* 29. März 1655; † 10. April 1728). Sie heiratete 1668 den Baron Maximilian von Schellendorff (1645–1703), sie war 1703–1726 Schloss- und Stadtherrin in Königsbrück.
- Ursula Regina, ein „gelehrtes Frauenzimmer“, 1673 mit Curt Reinick, Graf von Callenberg, vermählt, 1714 verstorben
- Christina Eleonora, 1674 mit Friedrich Wilhelm, Graf von Stolberg in Stolberg, vermählt, 1684 verwitwet, 1696 verstorben
- Maria Margareta
- Louise Olegard, früh verstorben
- Johanna Christiana, 1691 mit Heinrich Wilhelm, Graf von Solms in Sonnewalde, vermählt, 1694 verstorben
- Henriette Amalia, 1691 dem kursächsischen Feldmarschall Heinrich VI. Graf Reuß in Ober-Greiz vermählt, 1732 verstorben[3]

## Leben
Heinrich Freiherr von Friesen studierte an der Universität Leiden und der Universität Wittenberg und unternahm 1631/32 Bildungsreisen nach Paris und Brüssel.

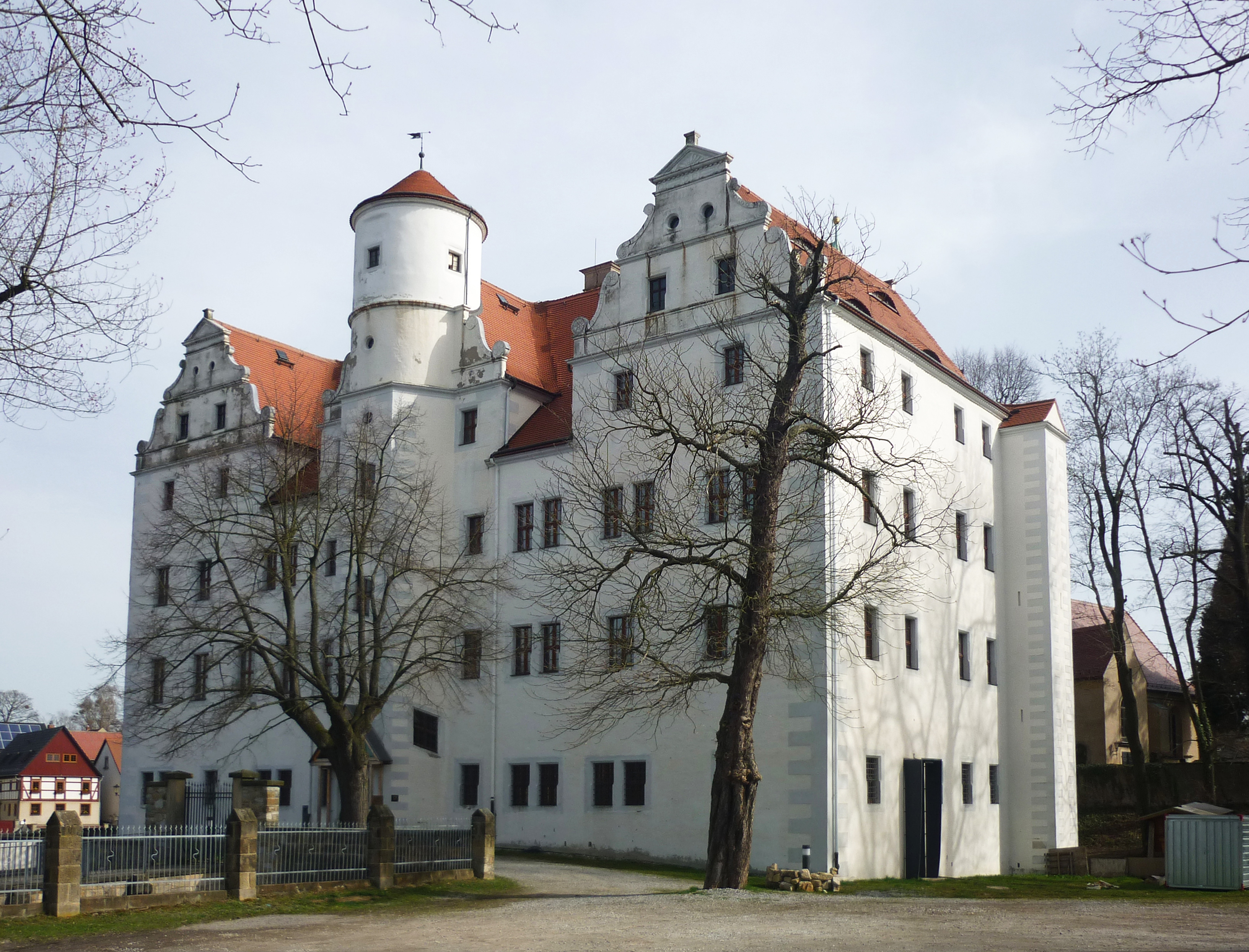
Schloss Schönfeld mit Kirche im Hintergrund

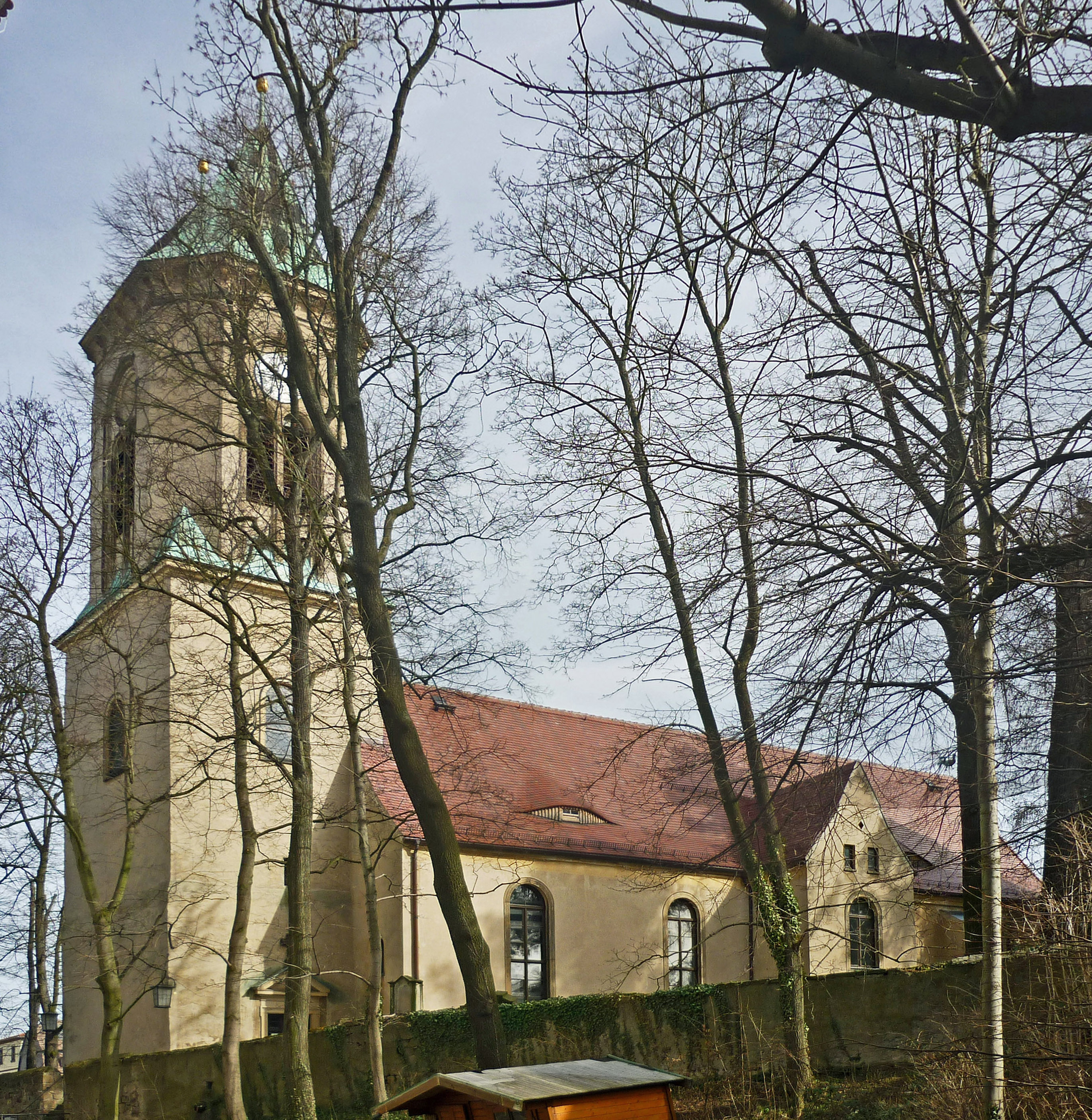
Schönfelder Kirche

1634 begleitete er den Fürstlich-Altenburgischen Hofgesandten nach Frankfurt/Main und sammelte erste diplomatische Erfahrungen. 1637 kehrte er zurück und übersiedelte wie seine Eltern nach Dresden. 1638 war er in Prag im Auftrag des Herzogs Johann Philipp von Sachsen-Altenburg Mitglied der großen Gesandtschaft anlässlich des Empfangs der böhmischen Lehen, worauf er 1639 kurfürstlicher Hofrat wurde. Heinrich von Friesen beherrschte mehrere Sprachen und wurde regelmäßig mit diplomatischen Missionen betraut. 1650 wurde er zum Geheimen Rat ernannt und ging 1651 als Prinzipalgesandter von Sachsen zum Reichstag nach Regensburg. Am 15. August 1653 wurde er gemeinsam mit seinem Vater und seinem Bruder in den Reichsfreiherrenstand erhoben. 1658 begleitete er den Kurfürsten Johann Georg II. zum Wahltag nach Frankfurt am Main. Im Jahr 1665 wurde er nach dem Tod von Abraham von Sebottendorff (1585–1664) Kurfürstlich Sächsischer Geheimer Ratsdirektor.
Heinrich von Friesen nahm in diplomatischen Diensten sowie als Mitglied und Direktor des Geheimen Rats maßgeblich Einfluss auf die kursächsische Innen- und Außenpolitik und gehörte in der Zeit nach dem Dreißigjährigen Krieg gemeinsam mit seinem Vater Heinrich und seinem Bruder Carl zu den einflussreichsten Persönlichkeiten des sächsischen Adels.
Durch Herzog Wilhelm IV. von Sachsen-Weimar wurde Heinrich von Friesen am 18. August 1658 in die Fruchtbringende Gesellschaft aufgenommen. Er erhielt den Gesellschaftsnamen Der Belohnende und als Motto Die Mühe. Als Emblem wurden ihm Eingemachte Berbisbeerlein zugedacht. Im Köthener Gesellschaftsbuch findet sich der Eintrag unter der Nr. 683.
Am 11. Mai 1678 wurde Heinrich Baron von Friesen mit dem Beinamen Atlas als Mitglied (Matrikel-Nr. 76) in die Leopoldina aufgenommen.
Heinrich von Friesen nutzte das Gut Schönfeld weitgehend als Sommersitz und lebte hauptsächlich in seinem Haus in Dresden an der Kreuzkirche Nr. 18 (Ecke des Altmarktes), welches er als Universalerbe von seiner ersten Frau geerbt hatte.
Heinrich von Friesen starb 1680 und wurde in der von ihm 1676 erbauten Familiengruft unter dem Altarplatz der Schönfelder Kirche begraben.